# Ligne de La Plaine à Pantin
La ligne de La Plaine à Pantin est une ligne ferroviaire française de la banlieue Nord de Paris qui n'est plus utilisée à l'exception de la partie est, par la Régie autonome des transports parisiens (RATP) pour desservir l'atelier de La Villette.
Elle constitue la ligne 952 000 du réseau ferré national.

## Histoire
Le 4 août 1875, le ministre des Travaux Publics Eugène Caillaux et les compagnies des chemins de fer du Nord, de l'Est, de Paris à Orléans et de Paris à Lyon et à la Méditerranée, réunies en syndicat, signent une convention en vue d'établir la ligne de la grande ceinture de Paris avec une ligne complémentaire entre Épinay-sur-Seine et la gare de Noisy-le-Sec. Elle est approuvée à la même date par une loi qui déclare la ligne d'utilité publique. Le syndicat du chemin de fer de la grande ceinture de Paris est constitué le 23 septembre suivant par une convention signée entre les compagnies des chemins de fer du Nord, de l'Est, d'Orléans, et de Paris à Lyon et à la Méditerranée. Cette convention est approuvée le 3 décembre 1875.
Cette ligne permet de faire des liaisons directes entre Pantin et Saint-Ouen grâce au chemin de fer de jonction entre les Docks de Saint-Ouen et la gare de marchandises de la plaine Saint-Denis concédée à la Compagnie des chemins de fer du Nord en 1874.
Des trains-tramways exploités par la Compagnie des chemins de fer du Nord ont circulé sur cette ligne à partir de 1888[réf. nécessaire].
Par un arrangement intervenu le 27 août 1934 entre les grandes Compagnies de chemin de fer, le Syndicat du chemin de fer de grande ceinture est démantelé. Ainsi la Compagnie des chemins de fer du Nord reprend la concession de la ligne. Cet arrangement est approuvé par un décret le 23 octobre suivant.
Avant la démolition du pont sur le canal Saint-Denis, la ligne était utilisée pour des transferts de matériels ferroviaires entre les réseaux de Paris-Nord et de Paris-Est.

## Tracé

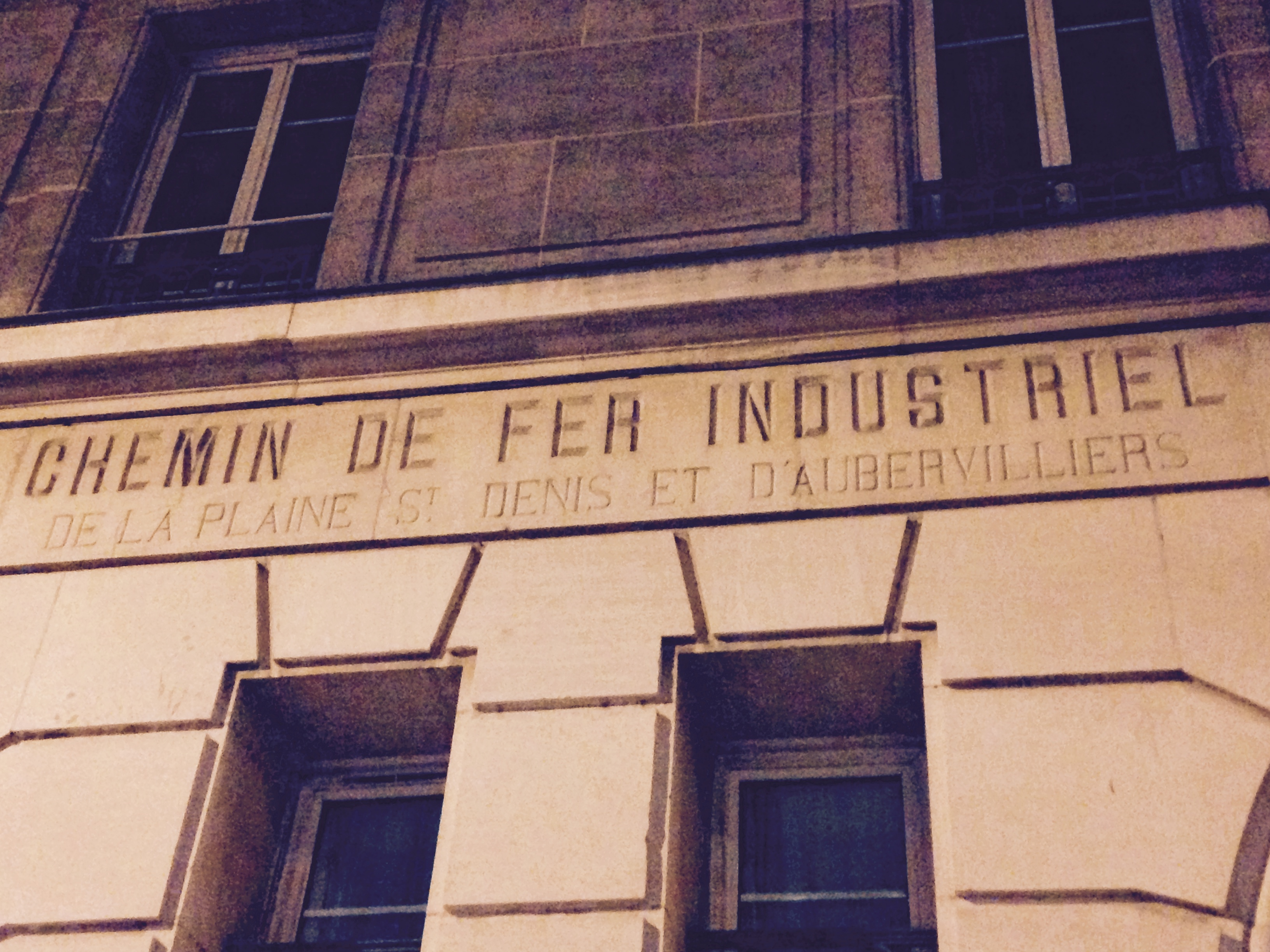
Détail de la façade du 124 de l'avenue du Président-Wilson à Saint-Denis, ancien siège de la Compagnie du chemin de fer industriel de la Plaine Saint-Denis et d'Aubervilliers.

Cette ligne se débranche de la ligne de Paris-Est à Mulhouse-Ville peu après la gare de Pantin en direction de Paris. Elle croise ensuite le boulevard périphérique à deux endroits, de part et d'autre de la porte de la Villette. Cette courte incursion dans Paris est marquée par deux ponts qui enjambent l'avenue de la Porte-de-la-Villette, pour le premier, et des bretelles du boulevard périphérique, pour le second. Dans ce trajet, elle longe la rue du Chemin-de-Fer à Pantin, et la rue du Chemin-de-Fer à Paris. Elle dessert finalement l'atelier RATP de la Villette, dernière partie exploitée de cette courte ligne. Auparavant existait un pont permettant de franchir le canal Saint-Denis, à proximité du bassin d'Aubervilliers. Plus aucune trace du passé ferroviaire ne subsiste sur ce secteur où ont été construits des immeubles neufs et un centre commercial, Le Millénaire. 
Au-delà de la porte d'Aubervilliers, on devine encore son tracé qui bordait les entrepôts des magasins généraux de Paris et où existait plusieurs embranchements avec le chemin de fer industriel de La Plaine Saint-Denis et d'Aubervilliers. En poursuivant vers l'ouest, son tracé est beaucoup plus significatif puisqu'après être passé entre l'avenue des Magasins Généraux et le cimetière parisien de La Chapelle, est encore présent un ouvrage d'art, le pont Hainguerlot, permettant de franchir l'autoroute A1 et l'avenue du Président-Wilson. Ultime étape, la ligne converge ensuite vers les voies de la zone d'avant-gare de Paris-Nord, où se situait la gare de La Plaine-Tramways. Dans son prolongement naturel se situe la ligne de La Plaine à Ermont - Eaubonne.